# Nosati skakavac
Nosati skakavac (latinski: Acrida ungarica) vrsta je skakavca koja prebiva u južnoj i središnjoj Europi. Jedni su od najvećih skakavaca koji nastanjuju Hrvatsku. U Hrvatskoj im je populacija najviše koncentrirana duž obale Jadranskoga mora.
Priznate su dvije podvrste:
- Acrida ungarica mediterranea (Dirsh, 1949.)
- Acrida ungarica ungarica (Herbst, 1786.)

## Galerija
- Odrasla ženka zelene boje
- Odrasli mužjak zelene boje
- Smeđa nimfa u skrivanju
- Varijacija zelene boje
- Nosati skakavac na grani
- Izolirana jedinka

## Vanjske poveznice
|  | Zajednički poslužitelj ima još gradiva o temi Acrida ungarica |

- Opažanja, iNaturalist